# Tarachina congica
Tarachina congica es una especie de mantis de la familia Iridopterygidae.

## Distribución geográfica
Se encuentra en el Congo.